# 鼻胃管
鼻胃管（Nasogastric intubation，或稱，醫學縮寫）是通过鼻腔插入导管经咽喉进入食管到达胃部或空肠部，给予营养丰富的流质饮食（Parenteral nutrition，醫學縮寫）及內服藥物輸送等方法，为头颈外科、普通外科、肿瘤内外科，獸醫專科等科室因无法进食而给予营养的手段。